# Ronde van Frankrijk 2025/Zeventiende etappe
De zeventiende etappe van de Ronde van Frankrijk 2025 werd verreden op 23 juli met start in Bollène en finish in Valence over een lengte van 160,4 kilometer. 

## Parcours
De etappe is over het algemeen vlak en bevat slechts twee beklimmingen van de 4e categorie en belooft een van de laatste kansen voor sprinters te worden. Het scenario van een massale finish lijkt waarschijnlijk, hoewel de zijwind ook een waaieretape zou kunnen opleveren. Tussen Chabeuil en Valence, in de laatste tien kilometer, zou er een ontsnapping kunnen zijn als de weersomstandigheden het toelaten, waardoor de ploegen van de sprinters waakzaam moeten zijn. De laatste vijf kilometer van de etappe bevatten maar liefst vier rotondes die gepasseerd moeten worden, terwijl de laatste kilometer van de etappe nogal bochtig is, met wegversmallingen en vooral een haakse bocht op 700 meter van de finishlijn die ertoe zou kunnen leiden dat het peloton met valpartijen te maken kan krijgen. Deze etappe zal ook een grote rol spelen in de strijd om de groene trui.

## Koersverloop
Dit overzicht is mogelijk incompleet; u kunt helpen door het uit te breiden.

## Uitslag etappe
| Bollène – Valence (160,4 km) |                      |                         |          |
| Plaats                       | Naam                 | Ploeg                   | Tijd     |
| Winnaar                      | Jonathan Milan       | Lidl-Trek               | 3u25'30" |
| 2                            | Jordi Meeus          | Red Bull-BORA-hansgrohe | z.t.     |
| 3                            | Tobias Lund Andresen | Picnic PostNL           | z.t.     |
| 4                            | Arnaud De Lie        | Lotto                   | z.t.     |
| 5                            | Davide Ballerini     | XDS Astana              | z.t.     |
| 6                            | Alberto Dainese      | Tudor                   | z.t.     |
| 7                            | Paul Penhoët         | Groupama-FDJ            | z.t.     |
| 8                            | Jevgeni Fjodorov     | XDS Astana Team         | z.t.     |
| 9                            | Clément Russo        | Groupama-FDJ            | + 6"     |
| 10                           | Jasper Stuyven       | Lidl-Trek               | + 9"     |
|                              |                      |                         |          |
| 14                           | Dylan Groenewegen    | Jayco AlUla             | + 33"    |

 –  Quentin Pacher was de strijdlustigste renner van de etappe.

## Klassementen

### Algemeen klassement
| Algemeen klassement (gele trui) |                    |                            |            |
| Plaats                          | Naam               | Ploeg                      | Tijd       |
| Gele trui                       | Tadej Pogačar      | UAE Team Emirates-XRG      | 61u50'16"  |
| 2                               | Jonas Vingegaard   | Visma \| Lease a Bike      | + 4'15"    |
| 3                               | Florian Lipowitz   | Red Bull-BORA-hansgrohe    | + 9'03"    |
| 4                               | Oscar Onley        | Picnic PostNL              | + 11'04"   |
| 5                               | Primož Roglič      | Red Bull-BORA-hansgrohe    | + 11'42"   |
| 6                               | Kévin Vauquelin    | Arkéa-B&B Hotels           | + 13'20"   |
| 7                               | Felix Gall         | Decathlon AG2R La Mondiale | + 14'50"   |
| 8                               | Tobias Johannessen | Uno-X Mobility             | + 17'01"   |
| 9                               | Ben Healy          | EF Education-EasyPost      | + 17'52"   |
| 10                              | Carlos Rodríguez   | INEOS Grenadiers           | + 20'45"   |
|                                 |                    |                            |            |
| 14                              | Thymen Arensman    | INEOS Grenadiers           | + 44'20"   |
| 26                              | Xandro Meurisse    | Alpecin-Deceuninck         | + 1u18'01" |

### Puntenklassement
| Puntenklassement (groene trui) |                  |                       |        |
| Plaats                         | Naam             | Ploeg                 | Punten |
| Groene trui                    | Jonathan Milan   | Lidl-Trek             | 312    |
| 2                              | Tadej Pogačar    | UAE Team Emirates-XRG | 240    |
| 3                              | Biniam Girmay    | Intermarché-Wanty     | 179    |
| 4                              | Tim Merlier      | Soudal Quick-Step     | 156    |
| 5                              | Jonas Vingegaard | Visma \| Lease a Bike | 150    |
| 6                              | Anthony Turgis   | TotalEnergies         | 139    |
| 7                              | Jonas Abrahamsen | Uno-X Mobility        | 130    |
| 8                              | Arnaud De Lie    | Lotto                 | 110    |
| 9                              | Quinn Simmons    | Lidl-Trek             | 100    |
| 10                             | Oscar Onley      | Picnic PostNL         | 91     |
|                                |                  |                       |        |
| 18                             | Thymen Arensman  | INEOS Grenadiers      | 62     |

### Bergklassement
| Bergklassement (bolletjestrui) |                        |                            |        |
| Plaats                         | Naam                   | Ploeg                      | Punten |
| Bolletjestrui                  | Tadej Pogačar          | UAE Team Emirates-XRG      | 60     |
| 2                              | Lenny Martinez         | Bahrain-Victorious         | 60     |
| 3                              | Thymen Arensman        | INEOS Grenadiers           | 48     |
| 4                              | Jonas Vingegaard       | Visma \| Lease a Bike      | 45     |
| 5                              | Michael Woods          | Israel-Premier Tech        | 38     |
| 6                              | Valentin Paret-Peintre | Soudal Quick-Step          | 36     |
| 7                              | Ben Healy              | EF Education-EasyPost      | 35     |
| 8                              | Florian Lipowitz       | Red Bull-BORA-hansgrohe    | 24     |
| 9                              | Michael Storer         | Tudor                      | 19     |
| 10                             | Bruno Armirail         | Decathlon AG2R La Mondiale | 15     |
|                                |                        |                            |        |
| 16                             | Tim Wellens            | UAE Team Emirates-XRG      | 10     |

### Jongerenklassement
| Jongerenklassement (witte trui) |                     |                         |            |
| Plaats                          | Naam                | Ploeg                   | Tijd       |
| Witte trui                      | Florian Lipowitz    | Red Bull-BORA-hansgrohe | 61u59'19"  |
| 2                               | Oscar Onley         | Picnic PostNL           | + 2'01"    |
| 3                               | Kévin Vauquelin     | Arkéa-B&B Hotels        | + 4'17"    |
| 4                               | Ben Healy           | EF Education-EasyPost   | + 8'49"    |
| 5                               | Carlos Rodríguez    | INEOS Grenadiers        | + 11'42"   |
| 6                               | Ilan Van Wilder     | Soudal Quick-Step       | + 1u16'24" |
| 7                               | Romain Grégoire     | Groupama-FDJ            | + 1u22'28" |
| 8                               | Raúl García Pierna  | Arkéa-B&B Hotels        | + 1u22'52" |
| 9                               | Joseph Blackmore    | Israel-Premier Tech     | + 1u46'08" |
| 10                              | Alex Baudin         | EF Education-EasyPost   | + 1u52'34" |
|                                 |                     |                         |            |
| 13                              | Frank van den Broek | Picnic PostNL           | + 2u01'04" |

### Ploegenklassement
| Ploegenklassement |                                 |            |
| Plaats            | Ploeg                           | Tijd       |
|                   | Team Visma \| Lease a Bike      | 186u15'24" |
| 2                 | UAE Team Emirates-XRG           | + 15'50"   |
| 3                 | Red Bull-BORA-hansgrohe         | + 48'11"   |
| 4                 | Arkéa-B&B Hotels                | + 56'35"   |
| 5                 | Decathlon AG2R La Mondiale Team | + 1u16'22" |

## Uitvaller
Niet gestart
- Danny van Poppel (Red Bull-BORA-hansgrohe) startte niet in de zeventiende etappe omdat hij vader is geworden.[1]

1e etappe ·
2e etappe ·
3e etappe ·
4e etappe ·
5e etappe ·
6e etappe ·
7e etappe ·
8e etappe ·
9e etappe ·
10e etappe ·
11e etappe ·

12e etappe ·
13e etappe ·
14e etappe ·
15e etappe ·
16e etappe ·
17e etappe ·
18e etappe ·
19e etappe ·
20e etappe ·
21e etappe
Startlijst · Eindstanden · Afbeeldingen